# Anne Ulbricht
Anne Ulbricht (* 14. Mai 1985 in Magdeburg) ist eine ehemalige deutsche Handballspielerin.

## Karriere
Sie begann im Alter von sieben Jahren das Handballspielen beim SC Magdeburg, der im Jahr 2000 im HSC 2000 Magdeburg aufging. 2001 wechselte sie als 16-Jährige zum HC Leipzig, wo die 1,76 m große Rückraumspielerin bereits in ihrer ersten Saison in der Bundesligamannschaft eingesetzt wurde. Mit den Leipzigerinnen wurde sie 2002, 2006 und 2009 deutsche Meisterin. Im Sommer 2013 beendete sie ihre Karriere.
Anne Ulbricht absolvierte vier Spiele für die deutsche Nationalmannschaft.

## Erfolge
- Deutsche Meisterin 2002, 2006, 2009 und 2010
- DHB-Pokalsiegerin 2006, 2007 und 2008

## Familie
Sie ist die Tochter der Weitspringerin Sigrid Ulbricht.